# Travis
Travis ist eine schottische Rockband aus Glasgow. Ihr Name bezieht sich auf die Hauptperson des Films Paris, Texas von Wim Wenders. Der Durchbruch gelang der Band 1999 mit dem Lied Why Does It Always Rain on Me?.

## Geschichte
Zu Beginn der 1990er Jahre spielte der Sänger Francis „Fran“ Healy mit einer siebenköpfigen Band namens Glass Onion. Bereits zu dieser Zeit waren Gitarrist Andrew Dunlop und Schlagzeuger Neil Primrose dabei. Es kam zu Kontroversen zwischen Healy und einigen Bandmitgliedern, bis nur noch er selbst, Dunlop und Primrose übrig waren. Healy holte seinen besten Freund Douglas Payne als Bassisten in die verkleinerte Band. Payne hatte vorher noch nie ein Instrument gespielt, beherrschte die Bassgitarre aber schnell. Aus Glass Onion wurde Travis. Mitte der 1990er Jahre zogen die Vier von Glasgow nach London um.
1997 erschien das Debütalbum Good Feeling. Die bekanntesten Stücke dieses Albums sind All I Want to Do Is Rock und U16 Girls. Ursprünglich sollte das erstgenannte Lied All I Wanna Do Is Fuck heißen, aber Healy entschied – mit Rücksicht auf seine Mutter (“I couldn’t do that to my Mum.”) – es doch bei der harmloseren Wortwahl zu belassen. Gelegentlich benutzt er aber bei Konzerten das F-Wort, wenn Travis dieses Stück live auf der Bühne spielen.

Travis, 1997

1999 erschien das zweite Album The Man Who, das nach Oliver Sacks’ Buch The Man Who Mistook His Wife for a Hat benannt ist. Dieses Buch handelt von Wahrnehmungsstörungen bei Menschen. Da das erste Album der Band von vielen Kritikern als „schizophren“ bezeichnet wurde und es in Sacks Buch ebenfalls um Schizophrenie geht, benannte Travis das zweite Album dementsprechend. Die Single Why Does It Always Rain on Me? war ihr erster großer Hit. Mit The Man Who begann auch die Zeit, in der Travis immer häufiger auf Festivals spielten.
Im Sommer 2001 erschien das dritte Album The Invisible Band, dessen bekannteste Lieder die Singleauskopplungen Sing und Side sind. Prägnant sind auch die dazugehörigen Videoclips. In Sing ist eine groteske Essorgie zu sehen, die zu einer Essensschlacht führt, an deren Ende ein gekochter Tintenfisch auf entsetzten Gesichtern landet – während die Band im Video zu Side von Außerirdischen entführt wird.
2002 wäre es beinahe zum Ende von Travis gekommen, als der Schlagzeuger Neil Primrose während einer Tournee durch Frankreich im Pool des Hotels fast ertrank. Primrose hatte sich nach einem Sprung in das nur zur Hälfte gefüllte Schwimmbecken mehrere Frakturen an der Wirbelsäule zugezogen. Für kurze Zeit drohte ihm sogar eine Querschnittlähmung. Er erholte sich später vollständig von dem Unfall.
Schließlich erschien im Oktober 2003 das vierte Album von Travis. Es trägt den Namen 12 Memories. Die Band hatte sich nach Primroses Rekonvaleszenz in ein Bauernhaus in Schottland zurückgezogen, um neue Lieder zu schreiben. „Es war als hätten wir uns wieder neu verliebt“, sagte Payne kurz vor Erscheinen des Albums. 12 Memories hatte ebenfalls drei Singleauskopplungen: Re-Offender, The Beautiful Occupation und Love Will Come Through.
Healy schrieb The Beautiful Occupation kurz nach den Terroranschlägen des 11. September 2001. Vorher hatte er sich selber immer als „unpolitisch“ bezeichnet. Aber die politischen Ereignisse des Jahres 2001 veränderten sein Bewusstsein. Healy unterstützt mittlerweile die Bewegung Make Poverty History. Travis wirkte auch beim Live-8-Konzert mit.
Weihnachten 2004 war Travis zusammen mit Radiohead, U2, den Sugababes, The Darkness und anderen Künstlern ein Teil von Band Aid 20. Sie sangen eine neue Version von Do They Know It’s Christmas? Der Erlös ging an Kinder in der dritten Welt.
Am 4. Mai 2007 veröffentlichte Travis nach dreijähriger Abwesenheit ihr fünftes Studioalbum The Boy with No Name. Dem Album ging die Single-Auskopplung Closer voran, in deren Musikvideo der Travis-Fan Ben Stiller zu sehen ist. Des Weiteren folgten die Singles Selfish Jean und My Eyes.
Nachdem die Band zu Beginn des Jahres zunächst nur in kleineren Lokalen auftrat, begann sie Anfang 2008 mit den Aufnahmen für ihr neues Album. Namensgeber für Ode to J. Smith sollte ihr Song J. Smith werden; außerdem handeln viele Lieder des Albums von namenlosen Figuren (Fran Healy: “The album is called Ode to J. Smith partly giving a heads up to the key song and partly because all the songs are written about nameless characters or to nameless characters.”). Am 15. September wurde die erste Single Something Anything veröffentlicht. Zwei Wochen später, am 29. September 2008, erschien das Album Ode to J. Smith.
Im März 2009 war Travis die Vorgruppe von Peter Gabriel bei den 8 Konzerten von dessen Latin American Tour 2009 in Kolumbien, Venezuela, Peru, Argentinien, Chile und Mexiko.
Die beiden Bandmitglieder Fran Healy und Andrew Dunlop tourten im Oktober 2009 durch Nordamerika und Kanada unter dem Titel An Evening With Fran Healy and Andy Dunlop – A Chronological Acoustical Journey through the Travis Back Catalogue. Daraus ergab sich im Januar 2010 die Veröffentlichung einer Kompilation mit demselben Titel. Diese ist bisher nur über die US-Internetseite des Versandhandels Amazon, als CD oder Download, sowie direkt über die Homepage der Band zu erwerben.
Als Teaser für eine neue Single wurde der Song Another Guy am 20. März 2013 als kostenloser Download auf der offiziellen Webseite der Band veröffentlicht. Dazu produzierte Travis wohl absichtlich ein technisch eher schlecht ausgeführtes Video im Amateur-Stil (z. B. schlechtes Keying der Aufnahmen vor dem Greenscreen, verwackelte Zooms mit der Kamera, auffällige Jump Cuts, Achsensprünge). Die Band setzt damit den Reigen skurriler Musikvideos fort, die viele Fans schmunzeln lassen.
Im April 2013 kündigte die Band ihr siebentes Studioalbum Where You Stand für August 2013 an. Am 30. April 2013 erschien die erste Single-Auskopplung mit dem gleichnamigen Song Where You Stand zusammen mit einem neuen Musikvideo. Im Video spielt die deutsche Schauspielerin Marleen Lohse mit.
Im Dezember 2015 wurde mit Everything at Once eine neue Single veröffentlicht und ein Album mit demselben Namen für den 29. April 2016 angekündigt. Im Video zu dem Song spielt der deutsche Schauspieler Daniel Brühl mit. Die zweite Single-Auskopplung 3 Miles High erschien im Januar 2016, gefolgt von Radio Song im April und Magnificent Time im Mai. Am 9. Oktober 2020 veröffentlichen Travis ihr neuntes Album „10 Songs“. Gastmusiker sind u. a. Susanna Hoffs, Sängerin der Bangles, und Jason Lytle von Grandaddy.
Im Juli 2024 ist mit L.A. Times ihr achtes Album erschienen. Neben der normalen Ausgabe mit zehn Songs gibt es eine Deluxe-Edition, die abgespeckte Versionen (stripped versions) der Lieder enthält.

## Stil
Stilistisch ist Travis dem Britpop, bzw. dem Post-Britpop zuzuordnen, obwohl sie sich seit dem Album The Boy with No Name vom distinktiven Sound des Britpop fortentwickelt haben. Auch Merkmale des Alternative Rock sind gelegentlich vorhanden, wie zum Beispiel bei dem Album „Ode to J. Smith“. Weiterhin hatte die Band großen Einfluss auf spätere Bands wie Coldplay und Keane, deren Weg zum Erfolg durch Travis geebnet wurde.

## Rezeption
Chris Martin, Sänger und Gitarrist der britischen Band Coldplay, sagte in einem Interview, dass es ohne Travis seine Band wahrscheinlich nie gegeben hätte.

## Diskografie
Studioalben

| Jahr | Titel Musiklabel                              | Höchstplatzierung, Gesamtwochen, AuszeichnungChartplatzierungen (Jahr, Titel, Musiklabel, Platzierungen, Wochen, Auszeichnungen, Anmerkungen) | Höchstplatzierung, Gesamtwochen, AuszeichnungChartplatzierungen (Jahr, Titel, Musiklabel, Platzierungen, Wochen, Auszeichnungen, Anmerkungen) | Höchstplatzierung, Gesamtwochen, AuszeichnungChartplatzierungen (Jahr, Titel, Musiklabel, Platzierungen, Wochen, Auszeichnungen, Anmerkungen) | Höchstplatzierung, Gesamtwochen, AuszeichnungChartplatzierungen (Jahr, Titel, Musiklabel, Platzierungen, Wochen, Auszeichnungen, Anmerkungen) | Höchstplatzierung, Gesamtwochen, AuszeichnungChartplatzierungen (Jahr, Titel, Musiklabel, Platzierungen, Wochen, Auszeichnungen, Anmerkungen) | Anmerkungen                                                 |
| Jahr | Titel Musiklabel                              | DE | AT | CH | UK | US | Anmerkungen                                                 |
| ---- | --------------------------------------------- | --- | --- | --- | --- | --- | ----------------------------------------------------------- |
| 1997 | Good Feeling Independiente (Sony)             | — | — | — | UK9 Platin · (27 Wo.)UK | — | Erstveröffentlichung: 8. September 1997 Verkäufe: + 300.000 |
| 1999 | The Man Who Independiente (Sony)              | DE34 (19 Wo.)DE | AT46 (2 Wo.)AT | CH85 (4 Wo.)CH | UK1 ×9Neunfachplatin · (134 Wo.)UK | US135 (10 Wo.)US | Erstveröffentlichung: 24. Mai 1999 Verkäufe: + 3.135.000    |
| 2001 | The Invisible Band Independiente (Sony)       | DE3 Gold · (31 Wo.)DE | AT2 (24 Wo.)AT | CH6 Gold · (47 Wo.)CH | UK1 ×4Vierfachplatin · (56 Wo.)UK | US39 (7 Wo.)US | Erstveröffentlichung: 10. Juni 2001 Verkäufe: + 2.125.000   |
| 2003 | 12 Memories Independiente (Sony)              | DE9 (6 Wo.)DE | AT8 (5 Wo.)AT | CH8 (6 Wo.)CH | UK3 Platin · (20 Wo.)UK | US41 (3 Wo.)US | Erstveröffentlichung: 8. Oktober 2003 Verkäufe: + 327.500   |
| 2007 | The Boy with No Name Independiente (Sony BMG) | DE8 (7 Wo.)DE | AT18 (4 Wo.)AT | CH7 (9 Wo.)CH | UK4 Gold · (12 Wo.)UK | US58 (2 Wo.)US | Erstveröffentlichung: 2. Mai 2007 Verkäufe: + 100.000       |
| 2008 | Ode to J. Smith Red Telephone Box (RTB)       | DE49 (3 Wo.)DE | AT36 (3 Wo.)AT | CH16 (5 Wo.)CH | UK20 (3 Wo.)UK | US122 (1 Wo.)US | Erstveröffentlichung: 22. September 2008                    |
| 2013 | Where You Stand Red Telephone Box (RTB)       | DE6 (3 Wo.)DE | AT18 (2 Wo.)AT | CH3 (6 Wo.)CH | UK3 (4 Wo.)UK | US100 (1 Wo.)US | Erstveröffentlichung: 14. August 2013                       |
| 2016 | Everything at Once Red Telephone Box (RTB)    | DE33 (1 Wo.)DE | AT51 (1 Wo.)AT | CH20 (4 Wo.)CH | UK5 (7 Wo.)UK | — | Erstveröffentlichung: 29. April 2016                        |
| 2020 | 10 Songs Red Telephone Box (BMG)              | DE21 (2 Wo.)DE | AT32 (1 Wo.)AT | CH13 (2 Wo.)CH | UK5 (2 Wo.)UK | — | Erstveröffentlichung: 9. Oktober 2020                       |
| 2024 | L.A. Times BMG Rights Management (WMG)        | DE15 (1 Wo.)DE | AT39 (1 Wo.)AT | CH75 (1 Wo.)CH | UK4 (1 Wo.)UK | — | Erstveröffentlichung: 12. Juli 2024                         |

## Auszeichnungen
- Comet
  - 2001: für „Rock“[9]

- BRIT Award
  - 2000: für „Best British Album“ (The Man Who)[10]
  - 2000: für „Best British Group“[10]
  - 2002: für „Best British Group“[11]